# Douglas Rain
Douglas James Rain, född 13 mars 1928 i Winnipeg, Manitoba, död 11 november 2018 i Stratford, Ontario, var en kanadensisk skådespelare. Rain är mest känd för sin roll som rösten till skeppsdatorn HAL 9000 i rymdskeppet Discovery One i Stanley Kubricks År 2001 – ett rymdäventyr från 1968. Rain spelade även HAL 9000 i 2010, 1984 års uppföljare till År 2001 – ett rymdäventyr.